# Franz Karl Wissgrill
Franz Karl Wissgrill též Wißgrill (1736, Vídeň – 5. prosince 1803 tamtéž) byl rakouský historik a genealog.

## Život a činnost
Po dokončení studií na Vídeňské univerzitě nastoupil ke státnímu c. k. mincovnímu a těžebnímu úřadu.
Po několika letech služby úředníka byl povýšen na dvorního tajemníka a v roce 1796 na referenta důlního rady při c. k. dvorní komoře mincovnictví a hornictví. V roce 1802 byl povýšen na dvorního komisaře a v této funkci v následujícím roce zemřel.
Jako důlní rada zastával také funkci ředitele kanceláře.

## Dílo
Vedle své profese se ve svém volném čase věnoval genealogickému výzkumu dolnorakouské šlechty a svou práci začal od roku 1794 publikovat pod názvem: „Schauplatz des landsässigen niederösterreichischen Adels im Herren- und Ritterstande, vom 11. Jahrhundert bis auf jetzige Zeiten“ (Wien 1794–1804, 4°).
Práce byla rozdělena do 12 svazků, pokračovala však jen do 4. svazku (A - „Lambach“), neboť byla přerušená Wissgrillovou smrtí. O dvě desetiletí později (roku 1824) publikoval Karl von Odelga pátý díl, který však kvůli nezájmu podporovatelů zůstal posledním.
Wissgrillova práce je zpracovávána mimořádně důkladně, údaje jsou založeny na pečlivém výzkumu pramenů, proto se stala základem mnoha pozdějších článků, prací a výzkumu.